# Desperate Housewives (seizoen 6)
Dit artikel geeft een overzicht van de afleveringen en acteurs van seizoen 6 van Desperate Housewives.

## Rolbezetting
- Teri Hatcher als Susan Delfino
- Felicity Huffman als Lynette Scavo
- Marcia Cross als Bree Hodge
- Eva Longoria Parker als Gabrielle Solis
- Dana Delany als Katherine Mayfair
- Ricardo Antonio Chavira als Carlos Solis
- Andrea Bowen als Julie Mayer
- Doug Savant als Tom Scavo
- Richard Burgi als Karl Mayer
- Kyle MacLachlan als Orson Hodge
- Drea de Matteo als Angie Bolen
- Maiara Walsh als Ana Solis
- Brenda Strong als Mary Alice Young
- James Denton als Mike Delfino

### Bijrol
- Jeffrey Nordling als Nick Bolen
- Beau Mirchoff als Danny Bolen
- Max Carver als Preston Scavo
- Charlie Carver als Porter Scavo
- Joshua Moore als Parker Scavo
- Kendall Applegate als Penny Scavo

### Gastrol
- Kathryn Joosten als Karen McCluskey
- Richard Burgi als Karl Mayer
- Tuc Watkins als Bob Hunter
- Kevin Rahm als Lee McDermott
- Shawn Pyfrom als Andrew Van de Kamp
- Orson Bean als Roy Bender
- Jesse Metcalfe as John Rowland
- Daniella Baltodano als Celia Solis
- Madison Delagarza als Juanita Solis
- Mason Vale Cotton als Maynard 'MJ' Delfino
- Josh Zuckerman als Eddie Orlofsky
- Diane Farr als Barbara Orlofsky
- Kathy Najimy als Denise Lapera
- Lyndsy Fonseca als Dylan Mayfair
- Maria Cominis als Mona Clark
- Dan Castellaneta als Jeff Bicks
- Caroline Aaron als Daphne Bicks
- Jane Leeves als Dr. Graham
- Julie Benz als Robin Gallagher
- Samuel Page als Sam Allen
- John Barrowman als Patrick Logan
- Helena Mattsson als Irina
- Linda Purl als Lillian Allen
- Heidi Klum
- Paulina Porizkova

## Afleveringen
| Nr. | Titel                               | Schrijver(s)                    | Regisseur       | Uitzenddatum Verenigde Staten |  |
| --- | ----------------------------------- | ------------------------------- | --------------- | ----------------------------- |  |
| 6-01 (112) | Nice Is Different Than Good         | Marc Cherry                     | Larry Shaw      | 27 september 2009             |  |
| Nadat Susan door Mike werd gered uit de handen van Dave, is de liefde tussen de twee weer opgeflakkerd. Ze beleven passionele tijden en ze besluiten zelfs om opnieuw te trouwen. Maar hun relatie heeft wel een weerslag op Katherine: zij blijft alleen achter. Mike gaat met haar praten en probeert haar uit te leggen waarom hij terug met Susan is. Hij maant Susan ook aan om met Katherine te gaan praten, maar dat ziet Susan niet zitten. Dat leidt tot enkele bizarre en gespannen situaties. Op de dag van haar huwelijk komt Katherine dan met Susan spreken: ze is boos omdat Susan de moeite niet heeft gedaan om met haar te komen babbelen en eist nu dat Susan, tijdens haar huwelijksmis, openlijk haar excuses aanbiedt- anders zal een enorme scène veroorzaken tijdens de dienst. Dat ziet Susan niet zitten en ze sluit Katherine op net voor ze naar het altaar schrijdt. Maar Katherine ontsnapt en confronteert de twee met elkaar in de kerk. Mike eist dat Katherine zonder een scène te maken de kerk verlaat. Susan krijgt dan spijt van haar daden en biedt openlijk haar excuses aan. Maar voor Katherine is dat nog niet goed genoeg. Bree heeft nog altijd een affaire met Karl. Die wil hun affaire bezegelen met een portie seks, maar Bree heeft altijd een uitvlucht om niet met hem te moeten slapen- waarop Karl dan zelf een einde aan hun affaire maakt. Maar Bree is echt ongelukkig bij Orson en is vastbesloten om de affaire voort te zetten: ze spreekt met Karl af op een hotel, waar de passie hoog oploopt. Lynette is nog altijd zwanger, maar ze is verre van enthousiast over haar zwangerschap: ze ziet zichzelf niet opnieuw met twee baby's rondlopen. Meer zelfs: wanneer ze een echografie laat uitvoeren, komt ze tot de conclusie dat ze niet van de kinderen houdt. Tom schudt haar wakker: eenmaal de kinderen in haar armen liggen, zal ze wel van hen houden. Gabrielle heeft het moeilijk met Carlos' nichtje Ana. Ze begint echt te puberen en Gabrielle probeert haar op het rechte pad te houden- wat niet zo makkelijk blijkt te zijn. Ana probeert aan de regels die Gabrielle oplegt te ontsnappen, maar dat is buiten Gaby gerekend. Zij weigert tevens de adoptiepapieren van Ana te ondertekenen, omdat ze 'haar opties wil openhouden'. Ana heeft dit echter gehoord en gaat zich nog rebelser opstellen tegenover Gabrielle: Ana gaat een avondje stappen zonder dat Gabrielle dit weet. Maar Gaby betrapt haar en geeft haar een donderpreek. Ana confronteert Gaby dan met de adoptiepapieren en het feit dat ze die niet wil tekenen. Dat doet Gaby van mening veranderen en ze ondertekent de papieren onmiddellijk, maar waarschuwt Ana ook: vanaf nu zal ze Ana op de voet volgen en haar doen en laten zwaar controleren. Nu Mike met Susan getrouwd is, staat het huis van Mary Alice leeg. Lee heeft Edie vervangen als makelaar van de buurt, en het lukt hem al snel het huis te verkopen aan de familie Bolen: moeder Angie, vader Nick en zoon Danny nemen hun intrek op Wisteria Lane. Maar er blijkt wat aan de hand met de familie: mama Angie heeft een groot litteken op haar rug en zoon Danny gedraagt zich wat vreemd. Hij zoekt contact met Julie, maar die wijst hem (op aanraden van vader Nick) af- wat bij Danny niet in goede aarde valt. Op het einde van de aflevering zien we Julie de vuilbakken buiten zetten. Ze wordt langs achter aangevallen en gewurgd door een onbekende, die haar levenloos laat liggen en wegvlucht. |                                     |                                 |                 |                               |  |
| 6-02 (113) | Being Alive                         | Matt Berry                      | David Grossman  | 4 oktober 2009                |  |
| Karen McCluskey heeft een nieuwe vriend: Roy (Orson Bean). Ze is met hem op wandel, wanneer Roy het levenloze lichaam van Julie ziet liggen. Ze wordt afgevoerd naar het ziekenhuis en Susan wijkt geen moment van haar zijde. Ook de vriendinnen komen haar steunen en doen wat ze kunnen om haar te helpen. Julie moet dan een röntgenfoto laten nemen, maar Lynette houdt die tegen: ze bekent aan Susan dat Julie haar verteld heeft dat ze (misschien) zwanger is. Susan is boos op Lynette: waarom heeft ze dat niet aan haar beste vriendin verteld? Lynette bekent dan dat zij zwanger is en dat ze abortus overweegt. Maar Susan kan haar overtuigen om het niet te doen en het aan haar kinderen te vertellen. Ook Bree steunt haar vriendin, maar Bree steunt ook haar nieuwe (geheime) liefde en vader van Julie: Karl. Ze wijkt net als Susan geen moment van Julies zijde. Ze heeft een goed gesprek met Susan over Karl, en zij maakt Bree duidelijk dat een vriendin van haar nooit iets met Karl zou mogen beginnen- anders is het geen echte vriendin. Karl wil ondertussen niet alleen zijn en nodigt Bree uit in zijn hotelkamer. De overige bewoners zijn allemaal in shock en de aanval op Julie is dan ook het gespreksonderwerp van de dag. Orson, Tom en Carlos verdenken onmiddellijk de nieuwe buren, want zij zijn de enigen die niet buiten komen. Carlos vertelt dan dat hij Danny en Julie samen uit de bioscoop heeft zien komen en Karen vertelt dat zij hen heeft zien ruziemaken- wat Danny voor de buurtbewoners heel verdacht maakt. Angie kijkt ondertussen toe vanachter het raam, en ze begint zich zorgen te maken. Nick en Angie vragen aan Danny waar hij gisteren was, maar Danny herinnert zich niet veel omdat hij dronken was. Angie besluit dan haar zoon een alibi te bezorgen: ze vraagt aan Ana om te liegen. Maar Gabrielle komt hier al snel achter en ze besluit dat Ana de waarheid moet vertellen aan de politie. Die arresteren niet veel later Danny Bolen. |                                     |                                 |                 |                               |  |
| 6-03 (114) | Never Judge a Lady by Her Lover     | Bob Daily                       | Andrew Doerfer  | 11 oktober 2009               |  |
| Gabrielle en Carlos nemen de hele familie mee uit eten in een gezellig familierestaurant. Dat restaurant blijkt van John Rowland te zijn, en dat doet bij Carlos de jaloezie weer opflakkeren. Ana wil wel gaan werken in het restaurant en John vraagt aan Carlos de toestemming hiervoor. Hij weigert die te geven, tot hij een plannetje bedenkt om Gabrielle te testen op haar ontrouw en hij toch zijn toestemming geeft. Gabrielle is niet opgezet met Carlos zijn plan en ze eist dan ook excuses: ze heeft al die jaren trouw naast zijn zijde gestaan en ondertussen al genoeg bewezen dat ze hem graag ziet. Dat doet Carlos inzien dat hij fout zat en hij biedt haar zijn excuses aan. Karl wil graag een weekendje naar Las Vegas met Bree, maar die ziet dat niet zitten: hoe zou ze dat aan Orson moeten uitleggen? Op een etentje van de lokale serviceclub komen Bree & Orson dan Karl tegen. Die heeft Candace meegebracht naar het diner, en dat maakt Bree jaloers. Ze is zelfs zo jaloers dat ze de date van Karl opzettelijk verpest en Candace met een gebroken neus moet worden afgevoerd naar het ziekenhuis. Orson denkt dat Bree dit met opzet heeft gedaan omdat ze nog altijd gevoelens heeft voor hem. Maar Bree beseft dat ze meer begint te voelen voor Karl en beslist om toch een weekendje weg te gaan met hem. Lynette vertelt aan haar kinderen dat ze zwanger is van een tweeling. Die zijn daar helemaal niet mee opgezet- ze vinden het zelfs onverantwoord nu hun vader terug op school zit en Lynette net terug gaan werken is. Lynette wil het ook aan Carlos (haar baas) vertellen, maar bedenkt zich wanneer hij haar een promotie aanbiedt. Danny wordt, na verhoor door de politie, terug vrij gelaten. Susan gaat door het lint wanneer ze dit hoort: volgens haar is Danny verantwoordelijk voor de aanval op Julie. Ze zal ook niet rusten vooraleer de hele buurt weet wat Danny gedaan heeft. Ondertussen wil buurman Bob Hunter, de advocaat van de familie Bolen, weten of er bepaalde zaken zijn uit hun verleden die een invloed kunnen hebben op deze zaak. Danny verklaart dat ze een familie zijn met enkele duistere geheimen en stormt de kamer uit. Susan gaat ondertussen rondvertellen aan iedereen die het horen wil dat Danny verantwoordelijk is voor de aanval, en daardoor worden de Bolens genegeerd en gepest door de andere buren. Susan is zelfs zo boos dat ze Danny fysiek aanvalt en Angie moet tussenkomen om haar zoon te redden. Nick en Angie maken zich ondertussen grote zorgen: moeten ze, na jaren op de vlucht te zijn en elke keer van naam te veranderen, nu weer op de vlucht? Maar dan blijkt dat Danny wel degelijk een alibi heeft voor de avond waarop Julie werd aangevallen. Susan moet zich nu gaan excuseren bij Angie en haar familie en besluit (na een zoveelste pesterij van een van de buren) Angie te helpen bij het opruimen hiervan. |                                     |                                 |                 |                               |  |
| 6-04 (115) | The God-Why-Don't-You-Love-Me Blues | Alexandra Cunningham            | David Warren    | 18 oktober 2009               |  |
| Katherine vertelt aan Bree dat ze terug verliefd is op Mike. Ze vertelt er meteen bij dat Susan en Mike binnenkort weer gaan scheiden en dat Mike dan naar haar zal terugkeren. Maar Bree is een beetje ongerust: is Katherine nog altijd niet over Mike heen? Bree probeert haar moed in te spreken en duidelijk te maken dat Mike bij Susan blijft, maar die avond ziet ze Katherine Mike en Susan bespioneren. Ze begint zich ernstige zorgen te maken en verplicht Katherine om enkele dagen vrij te nemen. Maar die ziet dat niet zitten, want haar werk is het enige wat haar recht houdt. Bree begrijpt dit en ze maken het weer goed, tot Katherine ziet dat 'haar huwelijkstaart' gebruikt wordt op het huwelijk van een van Brees klanten. Ze gaat door het lint en richt er een ware ravage aan. Daarop moet Bree nu Katherine wel ontslaan. Lynette zit in het tweede trimester van haar zwangerschap en dat heeft een invloed op haar lichaam: haar borsten zwellen enorm op. Ze is bang dat Carlos gaat ontdekken dat ze zwanger is, maar Carlos denkt dat Lynette haar borsten heeft laten vergroten met een implantaat. Hij wil nu ook Lynettes borsten gebruiken voor het binnenhalen van een groot contract, wat Lynette met grote tegenzin toestaat. Ana werkt nog altijd voor John Rowland en op een avond brengt hij haar terug naar huis. Gabrielle ziet hen door het raam flirten en stormt naar buiten. Ze waarschuwt John: Ana is nog een tiener en hij moet oppassen met wat hij doet. Wat later vinden Juanita en Celia een pakje condooms onder Ana's bed. Gabrielle gaat door het lint en confronteert Ana met wat de kinderen gevonden hebben. Ana vertelt dan dat ze verliefd is op John en dat ze binnenkort seks gaan hebben. Gabrielle wil daar een stokje voor steken en gaat met John praten. Maar John voelt helemaal niets voor Ana, maar wel (nog altijd) iets voor Gabrielle en kust haar innig. Net op dat ogenblik komt Ana binnen. Ze stormt terug naar buiten en Gabrielle moet nu wel bekennen aan Ana dat ze ooit een affaire heeft gehad met John. Ze vraagt haar ook niets te vertellen over de kus aan Carlos, want dat zou hun relatie alleen maar verzuren. Gabrielle beslist ook om definitief met John te breken. Danny vertelt aan zijn ouders dat hij niet meer naar school wil: hij wordt er genegeerd en uitgesloten. Angie besluit daar iets aan te doen: ze vraagt aan Porter om een feestje te organiseren voor Danny. Op het feestje ziet Danny zijn vader flirten met enkele jonge meisjes. Hij stapt op hem af en vertelt hem dat hij 'zijn geheim kent'. Ondertussen brengt Andrew een bezoekje aan Julie in het ziekenhuis. Daar verklapt hij aan Susan dat Julie niet meer studeert voor dokter en dat ze een affaire heeft gehad met een getrouwde man. Susan gaat door het lint en begint uit te zoeken wie die persoon wel kan zijn. Maar dan wordt Julie wakker uit haar coma en kan Susan het zelf aan Julie vragen. Julie weigert te antwoorden op de vragen van haar moeder en vertelt haar dat ze geen kind meer is en fouten kan maken. Susan is boos op Julie: ze heeft gezien wat de affaire tussen Karl en zijn secretaresse heeft gedaan met hun huwelijk en vertelt erbij dat ze haar zo niet heeft opgevoed. Nadat Susan vertrokken is, rust Julie nog wat. Maar dan komt Nick binnen, en blijkbaar is hij de getrouwde man met wie Julie een affaire heeft gehad. |                                     |                                 |                 |                               |  |
| 6-05 (116) | Everybody Ought to Have a Maid      | Jamie Gorenberg                 | Larry Shaw      | 25 oktober 2009               |  |
| Juanita nodigt een vriendinnetje uit om te komen spelen, en als Gabrielle even niet oplet, komt het vriendinnetje ten val. Haar moeder verwijt Gabrielle nu onoplettendheid en gaat aan de hele buurt vertellen wat voor slechte moeder zij wel niet is. Daardoor komt Juanita's verjaardagsfeestje op de helling te staan en Gabrielle bedenkt dan een plannetje om de kinderen toch naar het feestje te lokken. Dat plannetje slaagt, maar tijdens het feestje ontstaat er paniek dankzij een aap. Het feestje is een fiasco maar Carlos helpt Gabrielle er terug bovenop: in de paniek waren Celia en Juanita de enige twee kinderen die niet in paniek geschoten waren en dat hun kinderen zelfstandig opgroeien dankzij haar. Lynette en Tom huren Roy, de vriend van Karen McCluskey, in als klusjesman. Maar Roy is van 'de oude stempel' en gaat, telkens als Lynette iets vraagt om te doen, aan Tom vragen of dat wel mag van hem. Lynette wordt woest en ontslaat de man al snel. Tom gaat dan aan Roy uitleggen waarom hij Lynette laat doen: zijn vrouw heeft een constante angst dat alles rond haar weg zal vallen, en gunt haar de controle over hun gezin, omdat dit haar veilig doet voelen. Bree krijgt het aan de stok met een kamermeisje in een motel. Zij veroordeelt haar affaire met Karl, en dat kan Bree niet laten gebeuren. Ze probeert er met haar over te spreken, maar de vrouw is verbitterd omdat zijzelf een affaire begonnen is en nu niemand meer heeft. Susan krijgt te horen van haar vriendinnen dat Katherine nog altijd achter Mike aanzit en confronteert haar hiermee, waardoor de twee ruzie krijgen. Julie keert ondertussen weer naar huis, maar voelt zich niet echt veilig. Danny probeert haar te helpen en geeft haar een geweer. Wanneer er 's nachts dan iemand rond het huis van Susan en Mike loopt, schiet Susan met dat geweer die persoon neer. Het blijkt Katherine te zijn, en de hele buurt komt kijken wat er gebeurd is. Katherine dreigt er nu mee naar de politie te bellen en klacht neer te leggen tegen Susan. Danny heeft ondertussen verteld aan zijn ouders dat het hun geweer is en zij schieten in actie: als de politie komt, komt de buurt hun echte naam te weten (en dus ook hun verleden) en dus moet Angie actie ondernemen. Ze gaat op Katherine inpraten en kan haar overtuigen om geen klacht neer te leggen, waardoor hun geheimen voorlopig verborgen blijven. |                                     |                                 |                 |                               |  |
| 6-06 (117) | Don't Walk on the Grass             | Marco Pennette                  | David Grossman  | 1 november 2009               |  |
| Bree begint echt voor Karl te vallen en vindt dan ook dat het tijd is om een einde te maken aan hun relatie. Maar Karl laat dit niet gebeuren en geeft haar een broche van zijn grootmoeder cadeau en zegt dat hij van haar houdt. Maar op een etentje bij Susan thuis ziet Susan de broche en moet Bree liegen over de oorsprong van het kleinood: ze zegt dat ze het gekocht heeft bij een antiquair. Bree is woest op Karl en gaat hem furieus de les spellen. En nog laat Karl haar niet gaan: hij wil (op lange termijn) met haar trouwen en vraagt aan Bree om erover na te denken. Bree overweegt het voorstel en gaat er zelfs op in, maar dan moet Karl eerst haar scheiding met Orson regelen. Orson wil ondertussen een nieuwe broche voor Bree kopen en gaat naar de antiquair waar Bree zogezegd de broche heeft gekocht. Maar de zaak verkoopt enkel antieke meubels en dat doet bij Orson vragen rijzen. Gabrielle en Carlos gaan kijken naar een toneelstuk van hun dochtertje Juanita op haar school. Maar Juanita kan haar tekst niet goed onthouden en roept uit frustratie opeens een scheldwoord. Daardoor wordt Juanita nu op het matje geroepen bij de directrice, die haar een zware straf oplegt: een brief schrijven naar iedereen die in de zaal aanwezig was en 2 weken helpen in de refter van de school. Maar Gabrielle pikt die straf niet en het komt tot een hoogoplopende ruzie tussen de directrice en Gabrielle. Het gevolg is nu wel dat Juanita van school wordt gegooid. Daardoor moet Gabrielle nu Juanita zelf thuis lesgeven. Dat loopt niet zo vlot en Carlos gaat met Juanita praten. Dan blijkt dat Juanita boos is op haar moeder: ze mag geen vriendinnetjes ontvangen thuis (dankzij het fiasco op haar verjaardagsfeestje) en nu kan ze haar vriendinnetjes ook niet meer op school zien. Gabrielle excuseert zich dan bij haar dochter: ze wilde haar dochter enkel maar verdedigen. Tom komt laat thuis met enkele van zijn medestudenten. Lynette is boos omdat Tom had gezegd dat hij ging studeren en dat hij een verantwoordelijkheid heeft t.o.v. zijn familie. De dag erna komt Gabrielle langs en die vraagt aan Lynette of ze misschien verdikt is. Lynette liegt dan tegen Gabrielle over haar zwangerschap: als Carlos dit zou weten, zou hij haar onmiddellijk ontslaan. Die avond hoort Lynette dan dat er opnieuw een feestje is en ze denkt dat Tom daarnaartoe is. Daar komt ze te weten dat Tom enkel dingen doet voor zijn collega studenten omdat zij hem de antwoorden hebben gegeven voor een examen. Lynette is woest en zegt tegen Tom dat ze een slecht voorbeeld geeft door te liegen en te bedriegen. Maar Tom kaatst de bal terug en doet haar herinneren aan haar leugen tegen Gabrielle. Hij zegt haar ook dat men soms de regels moet breken en dat ze niet beter is als hem. Katherine probeert het weer goed te maken met Susan, maar Susan ziet dat niet zitten. Katherine herinnert er haar dan aan dat Susan haar heeft neergeschoten en dat ze nog altijd een klacht kan indienen tegen haar. Susan nodigt haar dan uit voor een brunch, maar echt van harte is dat niet. Die nacht belt Katherine dan voor een probleem net een waterleiding. Susan vertrouwt het zaakje niet en gaat met Mike mee naar Katherine. En ze heeft gelijk: Katherine wilde Mike verleiden. Het komt tot een handgemeen en de twee gaan met ruzie uiteen. Katherine gaat haar beklag doen bij Angie, die net met haar moeder aan het bellen is. Ze had eerder verklaard dat haar moeder dood is en liegt nu tegen Katherine: ze zegt dat het haar schoonmoeder is. Katherine vertelt dan aan Angie dat ze nu toch de politie wil inschakelen en vraagt het geweer terug. Angie kan dit niet laten gebeuren en praat op Katherine in. Wat later stapt Angie dan ook naar Susan, en begint Katherine bij haar zwart te maken: waar was Katherine toen Julie gewurgd werd? Kan het ook niet zijn dat de overvaller niet kon zien wie hij/zij vast had en dat de wurger misschien wel Katherine was die dacht dat het Susan was die buitenliep? |                                     |                                 |                 |                               |  |
| 6-07 (118) | Careful the Things You Say          | Peter Lefcourt                  | Bethany Rooney  | 8 november 2009               |  |
| Susan stapt samen met Mike naar de politie om de beschuldigingen die Angie heeft gemaakt aan hen voor te leggen. Die hechten niet veel belang aan haar zaak en Susan eist dan dat iemand anders de zaak overneemt. Detective Denise Lapera (Kathy Najimy) is wel geïnteresseerd en Susan is dan ook wat blij dat iemand haar serieus neemt. Maar Susan en Denise hebben een verleden samen, en dat is Susan blijkbaar vergeten: ze hebben samen op school gezeten en daar werd Denise herhaaldelijk door Susan gepest. Denise gaat Katherine interpelleren over de beschuldigingen van Susan, maar Katherine heeft een alibi voor die avond. Dan blijkt ook dat Denise en Katherine veel gemeenschappelijk hebben: beide hebben onder andere een lief verloren aan Susan. Katherine heeft ook aan Denise verteld dat Susan haar heeft neergeschoten en Denise kan nu eindelijk wraak nemen: ze sluit Susan op in de gevangenis. Gabrielle doet haar best om Juanita thuis les te geven, maar Juanita is niet de makkelijkste leerling: ze luistert niet en heeft een eigen willetje. Dan blijkt dat de nieuwe Oost-Europese huishoudhulp een ingenieursdiploma heeft en Gabrielle profiteert meteen van haar kennis. Ondertussen blijft het huishoudelijke werk liggen en Carlos is woest wanneer hij 's avonds de rommel ziet liggen. Hij belt naar het agentschap en de dag erna staat er een nieuwe hulp voor de deur. Gaby is daar niet mee opgezet en gaat in de stad op zoek naar hun vorige hulp. Maar Carlos komt te weten dat Gabrielle geen lesgeeft aan hun dochter en eist een verklaring. Gabrielle vertelt dan dat ze geen leerkracht is en dat het haar relatie met Juanita verzuurt. Carlos begrijpt dit en samen gaan ze op zoek naar een nieuwe oplossing. Angie en Nick nodigen Bree en Orson uit voor een etentje. Maar Angie heeft een onderliggende reden voor de uitnodiging: ze is op zoek naar werk en zou graag voor Bree werken. Bree ziet dat niet zitten: ze houdt niet van Angies grote mond. De dag erna krijgt Bree bezoek van een Italiaans koppel, die haar willen inhuren voor een groot verjaardagsfeest. Ze kan echter de job alleen maar krijgen als ze Italiaanse recepten bereidt, en daarop gaat Bree (via een list) Angies recepten losweken. Maar Angie achterhaalt Brees leugen al snel en ze is boos op haar. Bree kan nu niet verder werken en ze stapt dan naar Angie om haar verontschuldigingen aan te bieden. Ze smeekt Angie ook om voor haar te komen werken en na een goed gesprek stemt Angie toe. Julie is net met Nick aan het ruziemaken wanneer Lynette langskomt om iets af te geven voor Susan. Lynette vraagt wat er scheelt en Julie bekent dat ze een affaire heeft gehad met Nick. Lynette wil dit aan Susan vertellen, maar Julie smeekt om het niet te doen. Lynette wil haar toch helpen en gaat met Nick praten. Die wil niet dat Lynette zich moeit en uit zelfs enkele bedreigingen. Lynette gaat gechoqueerd aan Tom vertellen wat er gebeurd is en samen stappen ze naar Julie om op haar in te praten. Zij weigert mee te werken: ze wil niet geloven dat Nick haar heeft gewurgd. Daarop gaan Lynette en Tom dan zelf naar de politie. Die willen Nick spreken, maar Angie geeft hem een alibi voor die avond: ze weet allang dat hij een affaire heeft gehad met Julie en vergeeft het hem, ook omdat hij al zoveel heeft meegemaakt met haar. |                                     |                                 |                 |                               |  |
| 6-08 (119) | The Coffee Cup                      | Dave Flebotte                   | Larry Shaw      | 15 november 2009              |  |
| Susan wordt veroordeeld tot gemeenschapsdienst, nadat ze Katherine heeft neergeschoten: ze moet papiertjes oprapen langs de kant van de weg. Katherine komt Susan nog wat jennen tijdens haar dienst, en gooit met opzet een lege drinkbeker op de grond. De opzichter kan via Susan Katherines gegevens bekomen en daardoor moet Katherine nu, samen met Susan, papiertjes oprapen. Katherine stort dan in: ze vertelt aan Susan dat ze gewonnen heeft en Mike voor haar heeft gekozen. Ze mist gewoon het samenzijn met Mike en de seks die ze samen hadden. Maar Susan wordt jaloers, zeker wanneer ze hoort dat Katherine meerdere keren per dag seks met hem had, iets wat zij nooit heeft gedaan met hem. Ze wil Katherine aftroeven en verleidt Mike meerdere keren op een dag. Mike kan na een tijdje niet meer, en vraagt aan Susan wat er scheelt. Zij biecht dan op wat Katherine heeft verteld, waarop Mike de ware context van zijn seksuele escapades met Katherine onthult: ze waren ingesneeuwd en hadden niets anders te doen. Angie komt Bree opzoeken, maar die is niet thuis, Orson wel. Angie vraagt aan Orson waar Bree is, en Orson onthult dan dat hij denkt dat Bree een affaire heeft. Angie lacht dit weg: Bree zou nooit een affaire beginnen, daar is ze volgens Angie veel te conservatief voor. Orson gelooft haar niet en vraagt haar om Bree dit weekend in het oog te houden: hij is namelijk niet thuis. Angie weigert dit te doen en gaat zelfs aan Bree vertellen wat Orson haar verteld heeft. Bree is in paniek: ze belt naar Karl en wil hem niet meer zien tot de scheiding rond is. Maar later die week staat ineens Karl voor Brees deur en dat heeft Angie gezien. Ze bespioneert Bree en ziet dat ze met Karl naar boven gaat. Net op dat ogenblik komt Orson terug thuis, die van plan is zijn vrouw op heterdaad te betrappen. Maar Angie ziet dit en belt Bree snel op. Samen zorgen ze voor een alibi, maar Angie is boos op Bree: ze moet maar eens een keuze maken tussen Orson en Karl. Maar Bree weet niet meer wie van de twee ze moet kiezen. Gabrielle wil Juanita inschrijven op een katholieke school, en gaat daarvoor heel ver: ze probeert een lokale priester, die heel wat inspraak heeft op te school, om te kopen. Dat lukt haar echter niet. Carlos en Lynette hebben ondertussen een belangrijke businessdeal afgesloten: ze openen een nieuw kantoor in Miami. De vraag is alleen: wie moet dit kantoor gaan leiden? Als Gabrielle dan hoort dat Terrence Henderson (Ned Vaughn), een collega van Carlos en Lynette, een zoontje heeft van Juanita's leeftijd, kan ze Carlos beïnvloeden om hem aan het hoofd te zetten van het nieuwe kantoor en kan Juanita naar de katholieke school. Maar dat ziet Lynette niet zitten: zij had gedacht dat Terrence haar kon vervangen tijdens haar zwangerschapsverlof. Ze nodigt Terrence en zijn vrouw uit bij haar en Tom thuis en kunnen hen op een listige manier overtuigen de job toch niet aan te nemen. Gabrielle komt dan te weten dat Lynette hen overtuigd heeft niet te gaan, en gaat verhaal halen bij Lynette. Daarop komt Lynettes geheime zwangerschap uit: Gabrielle is boos dat ze dit niet aan Carlos heeft verteld, want hierdoor kan hij ook in de problemen komen. De dag erna komt Carlos het kantoor van Lynette binnengestapt en eist dat zij het nieuwe kantoor gaat leiden. Als zij beslist om het niet te doen en ontslag te nemen, is dat haar keuze, maar voor haar is er op het kantoor in Fairview geen werk meer. Angie ziet Nick flirten met Emily, een dienster in een lokale koffiebar. Ze is boos en vraagt hem om te stoppen met zijn geflirt en terug de man te worden 'die haar leven heeft gered'. Later die dag zit Nick terug in de bar en is Emily weer met hem aan het flirten. Wanneer ze even weg is, belt Nick naar een onbekend iemand: hij zegt tegen die persoon dat hij zich wil overgeven, maar wil wel garanties dat zijn vrouw en zoon veilig zijn. Na het gesprek merkt hij dat Emily misschien wel wat gehoord kan hebben van het gesprek en vraagt dit ook aan haar. Zij ontkent, waarop Nick de zaak verlaat. Niet veel later komt iemand anders de zaak binnen. Emily herkent de persoon, maar even later wordt ze door die persoon gewurgd en voor dood achtergelaten. |                                     |                                 |                 |                               |  |
| 6-09 (120) | Would I Think of Suicide?           | Jason Ganzel                    | Ken Whittingham | 29 november 2009              |  |
| Het lijk van Emily wordt de volgende ochtend gevonden door de shopmanager, en de hele buurt staat (alweer) in rep en roer. De dames besluiten dat het tijd is om actie te ondernemen en willen een cursus zelfverdediging volgen. Susan moet het nieuws voorzichtig aan Julie vertellen, maar die is in shock wanneer ze hoort wat er gebeurd is met Emily en voelt zich niet meer veilig. Karl stelt dan voor om van auto's te wisselen om haar wat veiliger te doen voelen. Wat later ziet Susan de auto van Julie bij een motel staan en denkt ze dat Julie haar affaire weer heeft opgepikt. Ze wil haar dochter op heterdaad betrappen, maar ze is gechoqueerd wanneer ze ziet dat Bree een affaire heeft met Karl. Ze confronteert Bree hiermee tijdens de lessen zelfverdediging, maar Bree maakt zich boos: waar moeit Susan zich eigenlijk mee? Later die dag roept Susan Bree en Karl samen en wil ze aan Bree duidelijk maken wat voor man hij eigenlijk is. Maar Bree is ervan overtuigd dat Karl kan veranderen en probeert Susan ervan te overtuigen dat hij niet meer diezelfde man is van vroeger en zelfs van hem is beginnen houden. Daar kan Susan niet veel op zeggen en geeft de twee haar zegen. Lynette komt 's morgens het kantoor binnengewandeld en wordt verrast door haar collega's: zij hebben (onder impuls van Carlos) een afscheidsfeestje voor haar georganiseerd. Zij is hier niet van gediend en gaat furieus met Carlos spreken. Hij wil nog altijd dat Lynette vertrekt, maar Lynette houdt halsstarrig vol: zij wil haar oude baan terug. Carlos weigert haar baan terug te geven en gaat nog een stap verder: ze wordt gedegradeerd en hij verhuist Lynettes bureel naar een oud, muf lokaaltje. Die avond hebben de twee koppels het over hun dag: Carlos en Gabrielle willen het terug goedmaken met Tom en Lynette, maar Tom en Lynette willen Carlos voor de rechtbank slepen. De volgende dag komt Gabrielle haar excuses aanbieden aan Lynette, maar net op dat moment wordt een dagvaarding aan Carlos afgegeven en niet veel later is hun verzoening verder weg dan ooit. Het komt nu tot een oorlog op het werk: Carlos verplicht Lynette een zwaar dossier tegen de volgende dag klaar te hebben. Maar ondanks het feit dat ze een hele nacht heeft doorgewerkt, is het werk 's morgens niet af en kan Carlos Lynette ontslaan. Danny en enkele andere jongeren uit de buurt hebben het over de brutale moord op Emily. Net op dat ogenblik komt Julie langs gewandeld en wil hij haar spreken: hij is verliefd op haar en uit haar zijn liefde. Maar Julie wijst hem af, waarop Danny instort: eens thuisgekomen neemt hij een grote hoeveelheid slaappillen. Angie vindt haar bewusteloze zoon op bed en brengt hem naar het ziekenhuis. Ondertussen krijgen Angie en Nick ruzie: Nick heeft haar verteld dat hij met iemand gebeld heeft om zichzelf over te geven. Angie is boos, want ze zijn al 18 jaar op vlucht voor een moord die Angie heeft gepleegd. Wat later wordt Danny dan wakker in het ziekenhuis. Hij is nog wat groggy en wanneer Mona, zijn verpleegster, hem bij zijn naam noemt, zegt Danny dat hij eigenlijk 'Tyler' heet. MJ ziet een treurige Katherine zitten op de stoep voor haar huis en vraagt wat er scheelt. Zij nodigt hem binnen uit en vertelt hem waarom ze zo verdrietig is. Ze vertelt er meteen bij dat het eigenlijk de schuld is van zijn moeder dat ze zo ongelukkig is en dat Susan eigenlijk 'een slecht persoon' is. Wanneer Mike dit wat later hoort, gaat hij furieus Katherine de les spellen: hij wil niet dat Katherine nog in de buurt van MJ komt of met hem spreekt- anders zal ze er niet goed van zijn. Een paar dagen later gaat Mike MJ ophalen op een verjaardagsfeestje, maar dan blijkt dat Katherine MJ al is gaan ophalen. Mike rijdt als een gek naar het huis van Katherine, waar MJ samen met haar koekjes heeft gebakken. Hij stuurt zijn zoon naar huis en eist een verklaring van Katherine. Zij wil dat MJ de waarheid kent, maar Mike boort haar volledig de grond in: hij zegt dat, ondanks dat hij bij haar was, hij altijd van Susan heeft gehouden en dat hij zelfs aan haar dacht tijdens de seks. Daarop stort Katherine volledig in elkaar en vraagt aan Mike om haar te doden. Mike wil dat zelfs niet voor haar doen, want zelfs dat is Katherine niet waard voor hem. Niet lang nadat Mike vertrokken is, steekt Katherine zichzelf neer met het mes dat Mike net even vast had. |                                     |                                 |                 |                               |  |
| 6-10 (121) | Boom Crunch                         | John Pardee & Joey Murphy       | David Grossman  | 6 december 2009               |  |
| Jeff en Daphne Bicks worden door Karl Mayer ingehuurd om per vliegtuig een speciale boodschap over te brengen aan zijn geliefde Bree. Maar eenmaal in de lucht krijgt Jeff een hartaanval en stort het vliegtuigje neer op Wisteria Lane, waar net een kerstfeestje begonnen is. Net voor Katherine wordt afgevoerd naar het ziekenhuis, duidt ze Mike aan als de dader en hij wordt onmiddellijk door de politie gearresteerd. Susan gaat daarop met Bob naar het ziekenhuis om op haar in te praten. Zij weigert mee te werken en verklaart dat Mike haar heeft neergestoken in een vlaag van woede, 'omdat hij haar niet kan krijgen nu hij getrouwd is met Susan'. Susan weet geen raad meer, tot Bob vertelt dat een familielid ervoor kan zorgen dat ze wordt opgenomen in een psychiatrische instelling. Ze belt daarop naar Dylan (Katherines dochter) en kan haar via een list overtuigen om naar Wisteria Lane te komen. Eenmaal aangekomen wil Dylan niets met Susan te maken hebben: volgens Dylan is Katherine namelijk getrouwd met Mike en is Susan haar moeders huwelijk aan het verpesten. Susan vertelt haar dan de waarheid en daar schrikt Dylan van: haar moeder is haar al maanden iets aan het voorliegen. Nu moet ze Katherine met haar leugens confronteren, maar Katherine wil vluchten als ze hoort wat Dylan haar te zeggen heeft. Katherine stort nu volledig in en moet door het ziekenhuispersoneel in bedwang worden gehouden. Mona komt 's morgens kijken hoe het met Danny gaat en begroet hem met zijn echte naam Tyler. Danny schrikt als hij dit hoort en vertelt haar dat hij nog droomde toen hij dat zei. Wat later ziet Mona dan Angie en Nick moeilijk doen aan de balie in het ziekenhuis en vraagt vervolgens Angie en Nick apart om even met hen te kunnen praten: ze heeft 'hun geheim ontdekt': ze denkt namelijk dat de Bolens getuige waren van een misdrijf en nu beschermd worden door de politie. Angie en Nick spelen het spelletje mee om Mona op een dwaalspoor te zetten. Maar wanneer Mona wat later Danny naar huis brengt en Danny niet weet wat Mona denkt te weten, verraadt hij hun ware verleden en moet Angie met haar gaan praten. Mona is in shock, maar beseft dat dit belangrijke informatie is en eist geld van Angie en Nick- anders stapt ze naar de politie. Angie en Nick proberen het geld dat Mona eist bijeen te sprokkelen, maar krijgen slechts een deel van het gevraagde bedrag bijeen. Mona eist dat Angie en Nick de dag erna alle geld bijeen hebben verzameld, anders zal ze hen verklikken. Maar Mona is het eerste slachtoffer van het neerstortend vliegtuigje: ze wordt neergemaaid door de vleugels, net voor het toestel de grond raakt. Lynette en Gabrielle blijven ruzie hebben: Carlos kan nu ook zijn baan verliezen door de rechtszaak die Lynette heeft aangespannen. Dat maakt Gabrielle alleen nog bozer en ze weigert dan ook elk contact met Lynette. Lynette probeert het (op aanraden van Tom) goed te maken, maar al haar pogingen ten spijt weigert Gabrielle elk contact. Het komt zelfs tot een waar handgemeen op het kerstfeestje en Bree probeert te bemiddelen. Ook dat helpt niet: het ziet ernaar uit dat de vriendschap tussen de twee definitief over is. Maar dan stort het vliegtuigje neer en staat Celia op de crashroute van het vliegtuig. Lynette kan haar nog net op tijd wegtrekken en zo haar leven redden. Bree confronteert Orson met de foto's die ze heeft genomen van hem met een ex-(mede)gevangene en geeft hem meteen de echtscheidingspapieren erbij. Hij is verbaasd dat Bree zover is gegaan om van hem te scheiden en bekent dan dat hij al die tijd heeft gebluft: hij zou Bree nooit kunnen aangeven bij de politie en haar zeker niet chanteren. Wat later ontdekt Orson ook dat Bree al iemand anders heeft gevonden. Bree belooft hem dat zij haar nieuwe relatie niet naar buiten zal brengen vooraleer hun scheiding voltooid is. Maar dat is buiten Karl gerekend: Karl is superblij dat hij eindelijk Bree voor zichzelf heeft en regelt een vliegtuigje met een banner, waarop hij haar ten huwelijk vraagt. Bree geraakt in paniek wanneer ze dit hoort en wil Orson op de hoogte brengen, maar Karl spaart Bree en gaat zelf met Orson spreken. Al snel wordt dit een hoog oplopende ruzie tussen de twee en Bree wil tussenkomen, maar dan stort het vliegtuigje neer op Wisteria Lane en raakt het decoratieve huisje waar Bree, Orson en Karl in zitten. |                                     |                                 |                 |                               |  |
| 6-11 (122) | If...                               | Jamie Gorenberg                 | Larry Shaw      | 3 januari 2010                |  |
| In de nasleep van de vliegtuigcrash komt iedereen bijeen in het ziekenhuis om te horen wie de crash overleefd heeft en wie niet. Ondertussen denken alle huisvrouwen na over hun leven: wat als ze andere beslissingen hadden genomen, hoe zou hun leven er dan hebben uitgezien? Susan hoort van de verpleegsters dat Karl op dat ogenblik wordt geopereerd. Ze vraagt zich af hoe haar leven er zou hebben uitgezien mocht ze besloten hebben om Karl een tweede kans te geven, nadat hij haar met zijn secretaresse bedrogen had. Ze zou haar troost hebben gezocht in eten en moddervet zijn geworden. En na 3 jaar huwelijk zou er dan waarschijnlijk alsnog een einde zijn gekomen aan haar huwelijk met Karl. Ze zou dan nooit met Mike samen zijn geweest en er waarschijnlijk alleen voor hebben gestaan. Maar dan komt een verpleegster haar vertellen dat Karl overleden is aan de gevolgen van de vliegtuigcrash. Bree ligt gewond in het ziekenhuis en droomt over een leven zonder Orson: wat als ze met Karl zou getrouwd zijn? Hij zou haar dan waarschijnlijk toch bedrogen hebben en haar droomhuwelijk met hem zou stranden. Orson zou door hun scheiding wegkwijnen en nooit over Bree heenkomen. Ze zou dan ontdekken dat ze een grote fout heeft gemaakt door hem te verlaten. Wanneer ze dan ontwaakt, hoort ze dat Orson de klap overleefd heeft, maar waarschijnlijk verlamd is. Gabrielle ligt samen met Celia in een ziekenhuisbed. Volgens Gabrielle heeft Celia een gave en heeft God haar daarom gered. Ze moet dan ook een speciale gave hebben en ze begint te dromen over Celia's carrière als actrice. Ze zou er alles aan doen om van Celia een gevierde actrice te maken. Dat zou haar dan wel haar huwelijk met Carlos kosten en ze zou alleen en verbitterd achterblijven. Wanneer ze wakker wordt uit haar droom, beseft ze dat het niet aan haar is om Celia's talenten en toekomst te bepalen, maar aan Celia zelf. Met Lynette is er eerst niets aan de hand, maar dan treden er toch complicaties op: er is iets mis met haar tweeling en ze moet onmiddellijk worden geopereerd om het leven van de kinderen te redden. Tijdens de operatie droomt Lynette over haar ongeboren zoon, die ze Patrick heeft gedoopt. Hij zou gehandicapt zijn geweest en ze zou het moeilijk hebben gehad om de jongen op te voeden: hij zou veel verzorging en aandacht nodig hebben, maar Lynette zou niets liever willen dan de jongen wat zelfstandigheid bijbrengen. Als hij dan zou afstuderen aan de universiteit, zou hij haar dan bedanken om altijd in hem te blijven geloven. Maar eenmaal wakker, moet Tom haar vertellen dat een van hun baby's het niet gehaald heeft- met de andere baby is alles in orde. Gabrielle en Lynette leggen dan snel daarna ook hun ruzie bij. Angie en Nick wachten nog altijd in spanning over het lot van verpleegster Mona. Ze wordt geopereerd en haar leven is nog altijd in gevaar. Angie begint zich dan af te vragen hoe haar leven er zou uitzien mocht Mona haar operatie overleven: ze zou dan worden gearresteerd en worden ondervraagd door FBI agent Padilla. Die zou willen weten van Angela DiLuca (haar echte naam) waar Patrick Logan, haar voormalige geliefde en de leider van de bende, is. Zij zou daar geen antwoord op kunnen geven, waardoor alle schuld over wat er gebeurd is op haar zou vallen en ze veroordeeld zou worden tot een levenslange celstraf. Maar de verpleegster komt haar dan melden dat ook Mona overleden is en haar geheimen dus voorlopig bewaard blijven. |                                     |                                 |                 |                               |  |
| 6-12 (123) | You Gotta Have a Gimmick            | Joe Keenan                      | David Grossman  | 10 januari 2010               |  |
| Na de dood van Karl wordt zijn laatste wilsbeschikking voorgelezen. Susan is verbaasd wanneer ze hoort dat Karl een stripclub aan haar heeft nagelaten. Ze bezoekt de club en valt van de ene verbazing in de andere: Mike blijkt regelmatig in de club te komen. Als ze Mike hierover aanspreekt, moet hij toegeven dat hij er regelmatig komt- maar dan wel als loodgieter. Susan wil niet dat Mike nog in de club komt, maar Mike weigert daarop in te gaan. Ze bedenkt dat een plannetje en kan hem met een list naar de club lokken. Daar ziet Mike Susan een striptease geven voor de klanten. Hij is boos en eist dat ze daar onmiddellijk mee stopt. Maar Susan wil dat enkel doen als hij belooft om nooit meer naar de club te komen- wat hij ook prompt doet. Gabrielle en Carlos zijn Tom en Lynette heel dankbaar nadat Lynette het leven van Celia gered heeft. Carlos wil zelfs Lynette blijven uitbetalen tijdens haar zwangerschapsverlof, maar Tom heeft een beter idee: wat als hij nu Lynettes baan overneemt? Lynette vindt het een verschrikkelijk idee en wordt nog bozer wanneer ze hoort dat Tom haar job wil houden nadat de baby geboren is. Ze vraagt hem hierover uit, waarop Tom moet toegeven dat hij dat tegen Carlos verteld heeft- maar dan alleen met de beste bedoelingen: hij dacht dat na het verlies van een van de baby's Lynette nu wel thuis zou willen blijven. Die ruzie loopt al snel uit op een discussie over het verlies van de baby: waarom kunnen ze niet over het verlies praten? Volgens Lynette is dat niet nodig, want het doet alleen maar meer pijn. Tom heeft die behoefte duidelijk wel, en probeert het verdriet dan maar alleen te verwerken. Bree heeft spijt van haar zonde en gaat er met haar priester over spreken. Hij raadt haar aan om Orson in huis te nemen als ze de brokken wil proberen lijmen met Orson. Orson ziet dat echter niet zitten, en vraagt aan Karen McCluskey of hij bij haar kan logeren. Maar Orson heeft geen geld en dus moet hij wel bij Bree blijven. Hij weigert dan met Bree te spreken, maar wanneer hij ontdekt dat Bree dit doet uit berouw, beseft hij dat hij hier munt uit kan slaan en laat Bree allerlei lastige taken uitvoeren. Julie wil Fairview verlaten, omdat ze haar na de aanval nog altijd niet veilig voelt. Ana toont ondertussen veel interesse in Danny, en kan hem (via Julie) overtuigen om met haar uit te gaan. Gabrielle en Carlos willen Juanita inschrijven op dezelfde school waar MJ school loopt. Tijdens het interview loopt het al snel verkeerd wanneer Juanita hun Mexicaanse afkomst in vraag stelt. Daarop begint Carlos te twijfelen of deze school wel goed is voor hun dochter en wil haar naar een school sturen met veel Mexicaanse kinderen. Gabrielle ziet dat niet zitten, waarop Carlos haar verwijt haar verleden te verloochenen. Maar wanneer Gabrielle dan enkele oude foto's uit haar jeugd terugvindt, beseft ze dat ze trots moet zijn op haar achtergrond en dat ook wil doorgeven aan haar kinderen. |                                     |                                 |                 |                               |  |
| 6-13 (124) | How About a Friendly Shrink?        | Jason Ganzel                    | Lonny Price     | 17 januari 2010               |  |
| Op een etentje bij Bob en Lee thuis, hoort Tom dat de mannen in therapie zijn. Hij wil ook graag in therapie, maar Lynette vindt het een belachelijk idee. Daarop besluit Tom om alleen naar de therapeute te stappen- hij houdt zelfs een 'gevoelens'-boekje bij. Lynette vindt het niet kunnen dat ze geen weerwoord kan geven op Toms gevoelens en stapt nu zelf naar Dr. Graham (Jane Leeves). Daar aangekomen probeert ze haarzelf te verdedigen, maar enkele rake vragen van de therapeute doen haar overstag gaan: ze gaat vanaf nu met Tom mee naar de therapeute. Orson profiteert zwaar van Brees goedheid: hij laat haar onmogelijke dingen doen en weigert ook in bad te gaan. Het begint voor Bree al snel zwaar door te wegen en eist van Orson dat hij 'alstublieft' zegt bij elke vraag. Daar wil Orson niet op ingaan, en Bree weigert dan Orson zijn ontbijt te geven. Orson is boos, maar wanneer hij zijn fysiotherapeute hoort stoppen voor de deur, gooit hij zichzelf op de grond. Hij geeft Bree hiervan de schuld, waarop de therapeute boos wordt op Bree. De therapeute maant haar aan om meer geduld te hebben met Orson, anders zal zij dit moeten rapporteren. Bree doet dan nog een poging om Orson in bad te krijgen, maar wanneer hij dit nog steeds weigert te doen, wordt het Bree allemaal te veel en 'wast' Orson met de tuinslang. Maar daar krijgt Bree al snel spijt van, wanneer Orson haar zegt dat het voor hem vernederend is om altijd iets te moeten vragen en niets meer alleen te kunnen doen. Bree begrijpt Orson nu en vraagt hem om vergiffenis. Juanita gaat nu naar dezelfde school als MJ. Op school hebben ze een speciaal systeem om kinderen in te delen: elke groep krijgt een dierennaam. Aan de ouders wordt niet verteld welke groep het meest gevorderd is, anders zou de druk op de kinderen verhoogd worden. Maar dat is buiten Gabrielle en Susan gerekend: zij willen absoluut te weten komen welke groep het verst gevorderd is en gaan hiervoor heel erg ver. De situatie loopt al snel uit de hand en beide dames worden nu door de directeur van de school op het matje geroepen. Angie is helemaal niet opgezet met Ana, Danny's nieuwste vriendinnetje en wil haar liever kwijt. Na wat goede raad van Lee probeert ze Ana voor haar te winnen, maar Ana heeft dat al snel door. Ze vraagt zich af wat Angie tegen haar heeft. Angie moet dan bekennen dat ze niet wil dat Danny gekwetst wordt, maar Ana ontkent dat ze van plan is Danny pijn te doen. Katherine is opgenomen in een instelling en daar is ze, dankzij haar therapie en haar medicatie, alweer snel de oude. Ze schaamt zich wel enorm voor wat er gebeurd is en durft haar vriendinnen niet meer onder ogen te komen. Wanneer ze dan bezoek krijgt van Karen McCluskey is ze daar ook helemaal niet blij mee. Karen vraagt haar wanneer ze terug naar huis komt, maar dat ziet Katherine niet zitten. Maar Karen dringt aan: haar vriendinnen gaan haar niet laten vallen voor die ene misstap. Katherine is daar niet van overtuigd, tot ze de stem hoort van Gabrielle. Zij, Bree, Lynette en zelfs Susan willen Katherines misstap wel vergeven en komen haar een bezoekje brengen om te tonen dat ze het echt menen. |                                     |                                 |                 |                               |  |
| 6-14 (125) | The Glamorous Life                  | Dave Flebotte                   | Bethany Rooney  | 31 januari 2010               |  |
| Susan verkoopt haar aandeel in de stripclub en gaat afscheid nemen van de club. Daar heeft ze een korte babbel met Robin (Julie Benz). Ze kan haar overtuigen om te stoppen met strippen, maar haar verbazing is groot wanneer Robin ineens voor haar deur staat en vraagt wat ze nu moet doen. Ze krijgt dan het idee om Robin aan te nemen als haar assistente op school. Maar dat loopt al snel fout wanneer een van de vaders haar herkent en ervoor zorgt dat Robin ontslagen wordt. Robin kan nu nergens meer heen en daardoor voelt Susan zich schuldig. Ze kan Mike overtuigen om Robin voor een tijdje bij hen te laten wonen. Orson is zijn leven beu en besluit zijn spullen weg te geven aan de buren. Bree is geshockeerd wanneer ze dit hoort en probeert hem op andere gedachten te brengen, maar Orson is vastberaden om zichzelf van het leven te beroven. Hij vertelt haar ook dat hij misschien wel wil blijven leven, als Bree kan zeggen dat ze van hem houdt. Maar dat kan Bree niet, en dus wil Orson doorgaan met zijn plan. Bree laat dit niet zomaar gebeuren en vertelt hem dan dat ze terug van hem wil gaan houden, maar dat ze dat niet kan als hij er niet meer is. Tom en Lynette zijn nog altijd in therapie, en volgens Tom verloopt hun therapie prima. Maar niet voor Lynette: zij voelt zich in een hoekje gedrumd en wil een tweede opinie vragen aan een andere therapeut. Tom ziet dat echter niet zitten en wil hun bezoekjes aan Dr. Graham voortzetten. Maar dan worden ze door Dr. Graham uitgenodigd op een toneelvoorstelling waar zij in meespeelt. Dr. Graham blijkt een slechte actrice te zijn, en daardoor kunnen Tom en Lynette haar nu niet meer serieus nemen als therapeut en ze besluiten een andere dokter te zoeken. Gabrielle is boos op Angie omdat zij Danny en Ana alleen laat op Danny's slaapkamer. Volgens Angie is er niets aan de hand, maar Gabrielle neemt het zekere voor het onzekere: ze geeft Ana een cheque voor haar toekomstige studies in New York, maar ze tekent de cheque pas als ze geen seks meer heeft met Danny. Ana accepteert de cheque, maar die avond betrapt Carlos Ana en Danny in de zetel. Hij is woest en neemt Danny stevig vast. Angie is toevallig net buiten en ziet Carlos Danny vastgrijpen. Ze stormt het huis van Gaby en Carlos binnen en maakt Carlos duidelijk dat als hij dat nog eens probeert, zij hem vermoordt. De volgende dag willen Gabrielle en Carlos het terug goedmaken met Angie en willen bij haar aanbellen, maar dan horen ze Nick en Angie ruzie maken en enkele van hun geheimen opbiechten. |                                     |                                 |                 |                               |  |
| 6-15 (126) | Lovely                              | David Schladweiler              | David Warren    | 21 februari 2010              |  |
| Op het feestje ter ere van Katherines terugkeer maakt de hele buurt kennis met Robin. De mannen zien een ex-stripper op hun straat wel zitten, maar de vrouwen niet. Ze vragen aan Susan wat haar bezielde om haar in huis te halen, maar Susan verweert zich: waarom leren de vrouwen haar eerst niet wat beter kennen vooraleer ze haar beoordelen? Lynette viert haar huwelijksverjaardag met Tom, maar die wordt verstoord door Parker en zijn vrienden: ze bespioneren Robin in de douche met een verrekijker. Wanneer Lynette Robin hiermee confronteert, vertelt Robin dat Parker haar geld heeft geboden om seks met haar te hebben. Samen met Tom pakt ze Parker hierover aan, en gaat later haar verontschuldigingen aanbieden aan Robin. Om Susan en Mike te bedanken, wil Robin een cake bakken en gaat hiervoor raad vragen aan Bree. Die heeft al snel door dat Robin niet veel kaas heeft gegeten van koken en wil haar helpen. Tijdens het bakken komt Bree los en vertelt Robin over haar problemen met Orson. Robin raadt haar dan aan om terug seks te hebben met Orson als ze wil dat het ooit terug goed komt. Dat inspireert Bree tot een lapdance, maar dat loopt al snel verkeerd. Ze moet dan uitleggen aan Orson waarom ze dit deed, en die kan het wel appreciëren dat Bree toenadering zoekt tot hem. Nu Gaby en Carlos weten dat Angie en Nick een crimineel verleden hebben, proberen ze er alles aan te doen om Ana en Danny uit elkaar te drijven. Ze kan een vriend van vroeger overtuigen om Ana te vertegenwoordigen als model in New York, maar Ana ziet dat niet zitten: ze heeft al toekomstplannen gemaakt met Danny. Wanneer Robin dan tegen Gabrielle vertelt dat ze net hetzelfde heeft meegemaakt met een vriendje van haar, wil Gabrielle dat Robin dat verhaal aan Ana vertelt. Daarop besluit Ana toch naar New York te vertrekken. Gabrielle is dolblij dat Robin haar geholpen heeft, maar wanneer Robin de reden hoort waarom, is ze boos en gaat ze tegen Danny vertellen waar Ana is. Hij pakt dan zijn spullen en trekt (in het holst van de nacht) Ana achterna. Susan wordt jaloers wanneer ze Robin Mike een massage ziet geven. Ze wil niet dat Robin nog aan Mike komt, en wil Mike zelf een massage geven. Maar dat loopt verkeerd en Mike belandt in het ziekenhuis. Susan bekent dan aan Robin dat ze jaloers is, en om hun vriendschap niet te beschadigen, besluit Robin te verhuizen. Ze trekt dan in bij Katherine, die nog een kamer over heeft. Katherine voelt zich nog altijd niet kiplekker en dat heeft Robin gezien. Ze besluit Katherine mee te nemen naar een lokale bar, maar daar gaat Robin met alle aandacht lopen. Katherine voelt zich een beetje buitengesloten, en dat heeft Robin ook gezien. Om haar wat op te beuren (en de mannen te pesten) kust ze Katherine op de mond. Als ze terug thuis zijn, zweert Katherine dat ze nooit nog een man moet hebben. Daarop bekent Robin dat ze eigenlijk biseksueel is. Katherine moet daar eerst hard mee lachen, maar al snel slaat de twijfel toe bij haar en begint ze na te denken over haar eigen seksualiteit. |                                     |                                 |                 |                               |  |
| 6-16 (127) | The Chase                           | John Pardee & Joey Murphy       | Larry Shaw      | 28 februari 2010              |  |
| Celia krijgt de waterpokken en daardoor moet Gabrielle (die de ziekte nooit heeft gehad) tijdelijk bij buren Lee en Bob verblijven. Die nemen haar mee uit feesten en maken haar het leven heel aangenaam. Gabrielle geniet enorm van haar verblijf en kan via een list haar verblijf nog wat verlengen. Maar dan ontdekt ze dat Lee en Bob een kindje proberen te adopteren. Ze beseft dat zij geluk heeft met haar twee kinderen. Ze pakt haar koffers en keert terug naar huis. Een van Brees medewerkers, Tad, maakt nogal veel fouten en ze wil er iets aan doen. Andrew verdedigt hem echter en wil niet dat Bree hem ontslaat. Dan daagt er ineens een man op in Brees kantoor: Sam Allen (Samuel Page). Hij zoekt werk en wil voor haar werken. Bree twijfelt eerst, maar hij kan haar overtuigen. Wat later krijgen Bree en Andrew weer ruzie over Tad. Sam observeert de ruzie en merkt al snel (terecht) op dat Andrew een affaire heeft gehad met Tad. Bree is geshockeerd en Sam heeft dat gezien: hij probeert haar zelfs te overtuigen om Andrew te ontslaan. Lynette heeft het ondertussen zo druk met haar zwangerschap, dat ze de verjaardag van Penny vergeet. Om het terug goed te maken organiseert ze een feestje. Maar op de taart staat een verkeerde naam en Penny is zo woedend op haar, dat ze beslist om van huis weg te lopen. Ze steelt ook haar moeders creditcard, en zo kan de politie haar al snel terugvinden. Lynette biedt haar excuses aan en vraagt waarom ze is weggelopen. Dan blijkt dat Penny jaloers is op de ongeboren baby. Lynette stelt haar gerust: als de baby er is, zijn de vrouwen met eentje meer en krijgen ze meer macht in huis. Susan en Mike worden uitgenodigd door Karen en Roy voor een brunch. Daar moedigt Susan Roy aan om met Karen te trouwen. En als blijkt dat Karen zelf graag zou trouwen, vraagt Roy haar ten huwelijk. Maar Roy is boos op Susan: nu hij verloofd is, zal hij proberen vreemd te gaan met andere vrouwen. Hij wil nog andere vrouwen kussen en besluit daarop Susan te kussen. Susan wil dan aan Karen de waarheid vertellen, maar dan barst zij in tranen uit en vertelt Susan dat ze misschien longkanker heeft. Ze gaat met Roy spreken, en nu is hij vastbesloten om met Karen te trouwen: haar verliezen zou erger zijn dan zijn vrijheid te verliezen. Katherine heeft een seksuele droom over haar en Robin. Ze gaat erover spreken met haar psychiater en die raadt haar aan om aan Robin te vragen om te verhuizen. Maar voor ze dat aan haar kan vragen, vertelt Robin haar dat ze werk gevonden heeft en kraakt een flesje champagne. Ze morst een beetje op haar bloes en wil het uittrekken. Katherine kan dit niet aan en vraagt aan Robin om te verhuizen. Robin stemt toe, maar dan krijgt Katherine spijt en gaat ze naar Robins kamer en trekt ze de deur achter haar dicht. Angie en Nick vinden een briefje van Danny waarop staat dat hij gaan kamperen is met zijn beste vriend Eddie. Maar dan komen ze Eddie tegen in de supermarkt en moet Eddie bekennen waar Danny echt naartoe is. Daarop besluiten ze naar New York te trekken om hem te zoeken. Maar de stad is ook de stad waar ze uit gevlucht zijn voor Patrick Logan. |                                     |                                 |                 |                               |  |
| 6-17 (128) | Chromolume No. 7                    | Marco Pennette                  | Lonny Price     | 14 maart 2010                 |  |
| De familie Scavo wacht vol ongeduld op de terugkeer van Preston. Hij heeft een verrassing mee en de hele familie is nieuwsgierig naar wat hij heeft meegebracht. Bij zijn thuiskomt blijkt Preston een vriendin te hebben: Irina, een Russische schone. Lynette vindt zijn vriendin maar niets en laat dat ook blijken. Wat later komt Preston dan trots vertellen dat hij gaat trouwen met Irina en dat hij de ring van zijn grootmoeder graag aan Irina zou geven. Lynette ziet dat niet zitten en laat een kopie maken bij de juwelier, in de hoop dat Irina de ring laat schatten en tot de conclusie komt dat Preston geen geld meer heeft. Maar Irina is sluw: ze heeft door dat de ring een kopie is en geeft de ring terug aan Lynette. Andrew is jaloers op de aandacht en promoties die Sam krijgt van Bree en laat dat duidelijk merken op een feestje. Dat loopt al snel uit de hand en de volgende dag wil Bree haar excuses aanbieden aan Sam en brengt hem een bezoekje. Hij is echter niet thuis, maar de deur is open en Bree gaat naar binnen. Daar vindt ze een foto van Sam met Rex, haar ex-man. Ze eist een verklaring van Sam, die nu moet opbiechten dat Rex eigenlijk zijn vader is. Zijn moeder en Rex hadden een relatie net voor hij Bree heeft leren kennen, en uit die relatie is Sam geboren. Jaren heeft hij gefantaseerd over zijn vader. Na de dood van zijn moeder wilde hij dan eindelijk meer te weten komen over zijn vader. Bree begrijpt Sam nu wel en aanvaardt hem als haar stiefzoon. Susan betaalt een lening van Mike af, wat hij niet echt kan appreciëren. Wat later ontdekt ze dat Katherine met Robin heeft geslapen en vertelt dit aan Mike. Volgens Susan is Katherine lesbisch geworden nadat hij van haar is weggegaan- waarschijnlijk omdat Mike een echte heer is in bed. Mike wordt nu nog bozer en wil bewijzen dat hij een echte vent is. Maar dat loopt verkeerd af wanneer hij van de keukentafel valt. Hij is nog altijd boos op Susan omdat zij een lening van hem heeft afbetaald, en wil dat Susan de cheque vernietigt, wat ze ook belooft om te doen. Katherine is in de war nu ze met Robin heeft geslapen. Ze gaat er met Bob en Lee over spreken, die haar verzekeren dat ze waarschijnlijk niet lesbisch is en heel waarschijnlijk te veel gedronken had die avond. Wanneer ze 's avonds met Robin erover spreekt, gelooft Robin haar niet en bewijst zij het tegendeel: ze kust Katherine op de mond, en Katherine laat haar begaan. Angie wil weten van Gabrielle waar Ana verblijft in New York, want Danny is haar achterna gereisd. Gaby wil eerst het adres niet geven, tot ze hoort dat Ana weet dat Gabrielle haar naar de stad heeft gestuurd om uit de buurt van Danny te blijven. Samen met Angie gaat Gabrielle op zoek naar Danny en Ana. Daar lopen ze 2 ex-collega's van Gaby tegen het lijf: Heidi Klum en Paulina Porizkova. Die zijn helemaal niet blij om Gabrielle terug te zien: ze zijn nog niet vergeten wat Gabrielle hen allemaal heeft aangedaan in het verleden. Via haar (oud-)agent verneemt ze dan dat haar carrière ten einde liep toen ze ging trouwen met Carlos, en dat hij haar daarom gepusht heeft om met hem te trouwen. Dat doet Gaby tot inkeer komen en wanneer ze dan eindelijk Ana vindt (die ondertussen al even moeilijk doet als haar tante) geeft ze haar de raad om wat inschikkelijker te zijn en haar opdrachten correct uit te voeren. Op de vlucht voor Gabrielle en Angie, duiken Ana en Danny onder bij zijn grootmoeder. Angie gaat haar bezoeken, maar de vrouw is niet opgezet met haar bezoek. Ze wil ook dat Danny bij haar blijft, maar Angie kan haar overtuigen om Danny toch te laten gaan. Op de vlucht terug naar huis vertelt Angie dan aan Gabrielle over haar verleden: op haar achttiende was ze heel erg begaan met het milieu. Ze heeft toen een man ontmoet die haar het verkeerde pad heeft opgestuurd en daarbij is een dode gevallen. Ze is toen Nick tegengekomen en is sindsdien op de vlucht voor die man. Gabrielle vraagt dan wie die man is, waarop Angie zegt dat het Danny's vader is. Ondertussen heeft de buurvrouw van Angies moeder gezien dat Angie bij haar moeder verblijft, en belt daarop naar Patrick Logan om te vertellen dat ze Angie gezien heeft en weet waar ze ondergedoken is. |                                     |                                 |                 |                               |  |
| 6-18 (129) | My Two Young Men                    | Bob Daily                       | David Grossman  | 21 maart 2010                 |  |
| MJ en Juanita moeten voor een inzamelactie op school chocolade verkopen. Het kind dat de meeste chocolade kan verkopen, krijgt dan een mooie prijs. MJ heeft hier geen zin in: hij wint toch nooit iets. Wanneer Susan dit hoort, wil ze MJ absoluut laten winnen. Maar dat is buiten Gabrielle gerekend: zij wil dat Juanita wint, want zij heeft geen vriendinnetjes op school en Gaby hoopt zo Juanita's populariteit op te krikken. De verkoopt escaleert al snel wanneer Gabrielle en Susan er een wedstrijd onder hun twee van maken en ze elkaar beginnen dwarsbomen. Maar dan hoort Susan dat Juanita dolgraag een vriendinnetje wil hebben en laat Susan Juanita winnen. Bree vertelt aan Andrew dat Sam zijn halfbroer is. Andrew is daar helemaal niet blij mee. Om hem beter te leren kennen, organiseert Bree een etentje voor Sam en ze nodigt ook Danielle uit. Op het etentje wordt Andrew alleen maar bozer op Sam, zeker wanneer Bree een oude gitaar van Rex aan Sam wil geven. Hij slaat de gitaar kapot en rent de kamer uit. Bree is teleurgesteld in Andrew, maar ook blij: ze kan nu met Sam over Rex babbelen. Ondertussen probeert Orson Andrew te kalmeren: hij raadt Andrew aan om op zoek te gaan naar het verleden van Sam en uit te zoeken of Sam geen leugens vertelt, want ook Orson heeft zijn twijfels. Karen McCluskey geeft een feestje omdat ze genezen is en geen kanker meer heeft. Katherine en Robin zijn ook uitgenodigd, maar Katherine wil niet met Robin naar het feestje: niemand weet dat ze een koppel zijn en ze wil dat nog even zo houden. Op het feestje flirt Katherine dan met een andere man, en dat irriteert Robin mateloos. Ze krijgen ruzie en iedereen kan horen dat Katherine met Robin geslapen heeft. Karen vertelt dan aan Katherine dat ze niet moet luisteren naar anderen en moet doen wat ze zelf wil. Daarop besluit ze dat Robin moet vertrekken- maar zij gaat mee. Samen besluiten ze om naar Parijs te gaan en uit te zoeken of er iets is tussen hun twee. De spanning tussen Lynette en Irina loopt alsmaar verder op: wanneer Lynette de twee betrapt op Prestons kamer, eist ze dat Tom ingrijpt. Maar Preston en Irina zijn Lynette voor en kondigen aan dat ze alleen gaan wonen. Lynette en Tom hopen nu dat dit Preston tot inkeer zal doen komen: ze hebben niet veel geld en samenwonen is nog iets anders dan een relatie hebben. Maar ook die hoop wordt snel de kop ingedrukt wanneer Preston aankondigt dat hij stopt met studeren en werk gevonden heeft. Lynette gaat dan met Irina praten en legt haar uit dat ze altijd voor Preston zal vechten. Maar Irina haat Lynette en doet er nog een schepje bovenop: zij vervroegt haar huwelijk naar volgende week en wil hem bij haar weghouden. Nick wil aan Danny vertellen dat hij niet zijn echte vader is, maar Angie houdt hem tegen: voor haar is Nick Danny's vader, want hij heeft hem opgevoed en grootgebracht. Nick twijfelt nog, maar besluit om dat geheim voorlopig voor zichzelf te houden. Ondertussen brengt Patrick Logan een bezoekje aan de buurvrouw van Angies moeder. Hij krijgt van haar de benodigde informatie over waar Angie zich schuilhoudt en vermoordt haar dan. |                                     |                                 |                 |                               |  |
| 6-19 (130) | We All Deserve to Die               | Josann McGibbon & Sara Parriott | Larry Shaw      | 18 april 2010                 |  |
| Susan ontdekt dat Mike financiële problemen heeft en wil hem helpen. Maar Mike weigert haar hulp te aanvaarden. Daarop bedenkt Susan een plannetje: ze gaat bij alle buren iets saboteren en geeft hun ook meteen het geld om Mike te kunnen betalen. Maar Mike ontdekt wat Susan heeft uitgestoken en is boos op haar. Hij geeft Susan haar geld terug en roept de hulp in van Carlos, want zijn financiële situatie is uitzichtloos. Andrew ontdekt dat Sam nooit is afgestudeerd aan de universiteit en confronteert hem hiermee. Hij vertelt dan dat hij niet is afgestudeerd omdat hij voor zijn zieke moeder wilde zorgen. Sam neemt nu wraak en ontdekt in de boekhouding dat Andrew een paar klanten te veel heeft aangerekend. Bree confronteert nu op haar beurt Andrew met Sams bevindingen en ontslaat hem. Sam is blij dat Bree hem heeft ontslagen, maar zijn vreugde is van korte duur wanneer hij hoort dat Bree Andrew opnieuw wil aannemen. Hij saboteert daarop een belangrijk feestje van Bree en steekt de schuld op Andrew. Bree is verbouwereerd dat Andrew haar carrière wil beschadigen, maar Orson is er niet van overtuigd dat Andrew dit zou doen en verdenkt Sam. Bob en Lee maken ruzie, en dat heeft Gabrielle gezien en gehoord. Wanneer ze vraagt naar de reden van hun ruzie, blijkt dat hun donormoeder heeft afgehaakt. Gabrielle biedt dan spontaan haar diensten aan, waar Bob en Lee maar wat graag op ingaan. Carlos is echter niet zo blij met Gabrielles voorstel. Maar Gabrielle zet door en gaat met de jongens overleggen over hun baby. Gabrielle heeft echter niet door wat haar rol als draagmoeder is en ziet voor haarzelf een rol weggelegd in de opvoeding. Bob en Lee doen haar dan inzien dat haar deel in de opvoeding beperkt is, en dat ze zelfs willen verhuizen eenmaal de baby geboren is. Daarop trekt Gabrielle haar aanbod in en gaat ze haar excuses aanbieden aan Bob en Lee. Maar dan blijkt dat Bob en Lee een grote ruzie hebben gehad nadat Gaby haar voorstel heeft ingetrokken en dat Lee hun relatie heeft verbroken. Patrick Logan heeft voor het eerst een babbel met zijn zoon Danny in de cafetaria waar Danny werkt. Hij doet zich voor als auteur en vertelt hem zijn levensverhaal, zonder dat Danny doorheeft wat Patrick werkelijk bedoelt. Lynette is ten einde raad: Irina zal over een paar dagen trouwen met haar zoon en ze kan hem niet op andere gedachten brengen. Maar wanneer ze met Irina gaat shoppen voor een bruidsjurk, krijgt Irina telefoon van iemand uit Rusland. De winkelbediende spreekt ook Russisch en vertaalt voor Lynette het gesprek. Ze gaat verder op onderzoek en ontdekt zo dat Irina al een paar keer getrouwd is geweest, en eigenlijk nog altijd getrouwd is! Ze confronteert Irina met haar bevindingen, maar die is helemaal niet onder de indruk: ze zal dit zelf wel aan Preston vertellen en er een draai aan geven zodat hij haar gelooft. Maar Preston heeft gehoord wat Irina allemaal verteld heeft aan zijn moeder en verbreekt de relatie. Irina moet nu het huis verlaten en op weg naar het station wordt ze opgepikt door Eddie, een van Prestons beste vrienden. Hij probeert haar te versieren, maar ze gaat niet in op zijn avances. Daarop wordt Eddie zo woest, dat hij haar vermoordt en haar lichaam begraaft langs de kant van de weg. |                                     |                                 |                 |                               |  |
| 6-20 (131) | Epiphany                            | Marc Cherry                     | David Grossman  | 25 april 2010                 |  |
| Eddie Orlofsky lijkt een gewone buurjongen op Wisteria Lane, maar Eddie draagt een verschrikkelijk geheim met zich mee: hij is de wurger die de straat al een tijdje terroriseert. Mary-Alice heeft Eddie leren kennen toen hij nog een kleine jongen was: ze was er getuige van hoe Eddies vader zijn moeder Barbara verliet. Ze biedt Barbara een luisterend oor aan en probeert haar te helpen. Als ze enkele dagen later terugkeert om te kijken hoe het ondertussen met hen gaat, blijkt dat Barbara op stap is en Eddie helemaal alleen thuis is. Mary Alice gaat samen met Eddie op zoek naar Barbara en leest haar woest de les wanneer ze haar eindelijk vinden. Barbara toont berouw en zegt tegen Mary Alice dat ze het nooit meer zal doen. Maar Barbara geeft de kleine Eddie hier de schuld van: hij heeft haar leven verwoest. Gabrielle heeft Eddie leren kennen op de dag dat ze naar Wisteria Lane verhuisde: Eddie speelde in het lege huis sinds de vorige eigenaars verhuisd zijn. Ze bouwen een vriendschap op, maar wanneer Eddie Gabrielle en Carlos betrapt in de badkamer, eist Carlos dat Gabrielle vriendinnen zoekt van haar eigen leeftijd. Ze probeert dit duidelijk te maken aan Eddie, maar die is boos en loopt woest weg. Bree huurde Eddie in als klusjesman. Op een dag wil ze Eddie betalen voor zijn bewezen diensten, en wil hem nog wat extra geven. Eddie kan dit niet accepteren en geeft het geld terug aan Bree. Als Bree vraagt of hij geen vriendinnetje heeft om het geld aan uit te geven, antwoordt Eddie dat vrouwen hem nooit zien staan. Bree geeft hem dan wat advies over hoe hij meisjes moet versieren. Maar dan blijkt dat Eddie verliefd is op Danielle en gaat Bree met Barbara spreken over Eddies gevoelens. Barbara lacht Eddie dan uit in zijn gezicht: hij is volgens haar al net als zijn vader. De dag erna probeert Bree een gesprek met Eddie aan te knopen over het voorval van gisteren. Volgens Bree kunnen Eddie en Danielle gewoon vrienden zijn, maar Eddie zoekt iemand 'die van hem houdt'. Die avond spreekt Eddie af met een prostitué. Hij heeft bloemen voor haar mee, maar de vrouw lacht hem ook uit. Dit is voor Eddie de spreekwoordelijke druppel en hij vermoordt de vrouw. Susan merkt Eddie voor het eerst op in een lokale cafetaria, net nadat Mike een relatie begonnen is met Katherine. Hij is aan het schetsen en Susan ziet meteen dat Eddie talent heeft hiervoor. Ze biedt hem dan ook meteen aan om hem bijles te geven en zijn techniek bij te schaven. Ze betaalt zelfs voor een vakantiecursus en Eddie is dolblij: dit is het liefste wat iemand ooit voor hem gedaan heeft. Maar dan hoort Eddie dat Susan terug gaat trouwen met Mike en hij probeert haar ervan te overtuigen dat ze niet met Mike moet trouwen, maar met hem. Susan neemt dit op als een grapje en moet zich haasten naar de kerk. Eddie is hier zo van ondersteboven dat hij wraak wil nemen: als hij 's avonds het huis van Susan bespioneert, ziet hij iemand de vuilniszakken buitenzetten. Hij denkt dat het Susan is en probeert haar te wurgen. Maar dan ziet Eddie dat hij per ongeluk Julie heeft gewurgd en loopt hij snel weg. Lynette kent Eddie al langer: haar zonen zijn vrienden van hem. Op een avond speelt het hele gezin Scavo (en Eddie) een reeks gezelschapsspelletjes. Plots wordt er aan de deur geklopt: Barbara wil weten waar haar zoon is en waar hij de drank heeft verstopt. Dat doet Lynette inzien dat ze niet langer aan de kant kan blijven staan en wil Eddie opnemen in haar gezin. Eddie keert ondertussen terug naar huis. Daar heeft zijn moeder de deur van zijn kamer ingetrapt, op zoek naar drank. Maar in plaats van een fles, vindt Barbara een aantal krantenknipsels over de recente moorden die gepleegd zijn op Wisteria Lane. Ze vraagt aan hem of hij daar iets mee te doen had, en hij bevestigt haar vermoedens. Ze wil dan de politie bellen, maar Eddie slaat haar neer met een fles drank en wurgt haar vervolgens. Net op de dat moment belt Lynette aan. Ze vraagt aan Eddie of hij bij haar gezin wil intrekken, waarop Eddie maar wat graag ingaat. |                                     |                                 |                 |                               |  |
| 6-21 (132) | A Little Night Music                | Matt Berry                      | David Warren    | 2 mei 2010                    |  |
| Susan erft een dure piano van haar tante. Ze wil er graag over opscheppen tegenover Gabrielle, maar Mike vraagt (wetende dat hij een pak geld van Carlos geleend heeft) om dat niet te doen. Ondertussen wil Gabrielle graag een skihutje kopen in Aspen, maar Carlos niet: hij heeft het geld zogezegd al geïnvesteerd in iets anders. Gabrielle wil uiteraard weten in wat Carlos hun geld geïnvesteerd heeft, maar hij wil haar geen antwoord geven. Ze brengt dan een bezoekje aan hun boekhouder en komt (via een list) te weten dat Carlos het geld aan Mike heeft gegeven. Ze wil er met Susan over spreken, maar Susan kan zich niet meer inhouden en laat Gaby haar piano zien. Dat schiet Gabrielle in het verkeerde keelgat en eist een verklaring van Susan: waarom koopt ze dure piano's als Mike geld heeft geleend van Carlos? Tot haar verbazing moet Gabrielle vaststellen dat Mike ook Susan in het ongewisse heeft gelaten en samen bedenken ze een plannetje om hun mannen de waarheid te doen opbiechten. Wanneer die eindelijk aan het licht komt, moet Mike zijn verontschuldigingen aanbieden en geeft hij haar alle papierwerk. Lynette leert ondertussen een andere kant van Eddie kennen wanneer Porter zijn moeder niet wil helpen in het huishouden. Porter heeft namelijk afgesproken met enkele vrienden, maar Lynette wil dat hij eerst de was uit de machine haalt. Porter maakt dan aanstalten om te vertrekken, maar Eddie wordt woest wanneer Porter zijn moeder negeert en valt hem aan. Die avond knoopt Lynette een gesprek hierover aan met Eddie: ook zij heeft een alcoholische moeder gehad toen ze opgroeide, en hij moet leren met zijn woede om te gaan. Ze brengt hem dan enkele relaxatietechnieken bij. Een paar dagen later keert Tom terug naar huis, en hij is boos op Lynette omdat er geen eten in huis is en hij honger heeft. Eddie past dan een techniek toe en Lynette moet tussenkomen om Eddie tot bedaren te brengen. Die avond bespreekt ze de voorvallen met Tom. Die wil hem buitengooien, maar Lynette wil dat Eddie op therapie gaat. Ze probeert uit te vissen of de therapie wat vooruit gaat, maar de therapeut is karig met informatie en vraagt aan Lynette of zij ervoor kan zorgen dat zijn moeder naar de sessies komt. Lynette brengt dan een bezoekje aan Eddies ouderlijk huis, maar hoort dan van de buren dat Barbara al dagen verdwenen is en dat haar auto nog altijd voor de deur staat. Bree en Sam lopen samen door de supermarkt, wanneer Sam ineens een vrouw ziet staan die hij liever helemaal niet meer zou zien. Hij gaat met haar spreken en Bree kan het hele gesprek van op een afstand volgen. De dag erna keert Bree alleen terug naar de supermarkt en ontdekt wie de vrouw eigenlijk is: zijn moeder Lillian. Ze hebben een kort gesprek, en daarin leert Bree dat Rex lang geleden heeft aangeboden om voor Sam te zorgen. Sam heeft deze brief pas ontdekt en was hierover zo woest, dat hij zijn eigen moeder niet meer wil kennen. Toen heeft hij ook het plan bedacht om voor Bree te komen werken. Bree confronteert hem met zijn leugens, maar die maken Sam alleen nog woester. Ze vraagt dan advies aan Orson en Andrew over Sam, en die raden haar aan om hem te ontslaan. Maar dat is volgens Bree niet zo simpel: ze is bang van Sam. Het verleden van Angie blijft haar parten spelen: ooit was ze samen met (terrorist) Patrick Logan een onafscheidelijk duo. Ze kwamen op voor het milieu en waren ook dolverliefd op elkaar. Maar toen liep het fout: bij de voorbereiding van een aanslag liep er iets mis en er is toen iemand omgekomen. Angie wilde toen naar de politie stappen en alles opbiechten. Maar dat zag Patrick niet zitten en Angie is er toen, samen met baby Danny en haar huidige vriend Nick (hij was een FBI agent die onderzoek naar hen deed), vandoor gegaan en is sinds die dag op de vlucht voor Patrick. Patrick wil ondertussen meer te weten komen over het gezin Bolen en gaat nog eens spreken met Danny in de cafetaria waar hij werkt. Daar hoort hij dat Nick een fervent loper is en elke avond gaat joggen. Die avond slaat Patrick dan toe: hij overrijdt Nick. Die belandt in het ziekenhuis en de schrik zit er nu goed in bij Angie en Nick: ze sturen Danny voor een paar dagen weg, en Nick wil dat Angie ook vertrekt. Ze keert naar huis om haar koffers te pakken, maar daar heeft Patrick zich ondertussen verscholen. Hij verwelkomt haar en Angie denkt dat ze zal sterven. Maar Patrick heeft haar nodig voor iets anders, en als ze dat tot een goed einde brengt, zal hij hen laten leven. Hij raadt haar ook af om naar de politie te stappen (want dan wordt zij gearresteerd) of weg te lopen (dan vermoordt hij Nick). Hij pakt zijn koffers en blijft bij Angie logeren. |                                     |                                 |                 |                               |  |
| 6-22 (133) | The Ballad of Booth                 | Bob Daily                       | Larry Shaw      | 9 mei 2010                    |  |
| Susan ontdekt dat een aantal van Mikes klanten hem niet willen of kunnen betalen. Ze gaat dan zelf maar achter het geld aan en ze merkt al snel dat ze sneller resultaat heeft wanneer ze de klanten een beetje bedreigt. Ze voelt zich herboren, maar Mike wijst er haar op dat de belastingen hun geld snel willen zien. Ze gaat dan een verlenging eisen bij de controleur, maar die is niet opgezet met Susans opdringerigheid en geeft hen nog een bijkomende boete. Om uit hun financiële impasse te komen, besluiten Mike en Susan hun huis te verhuren en Wisteria Lane te verlaten. Bree, Orson en Andrew bedenken een plan om Sam aan de kant te schuiven. Ze bieden hem een royale ontslagvergoeding aan, maar Sam is daar niet van gediend: hij is niet van plan om de zaak te verlaten. Bree ziet nu geen andere uitweg en vraagt aan twee gepensioneerde politieagenten om Sam een beetje te intimideren. Dat maakt Sam enkel nog woester en nu komt zijn ware aard naar boven: hij eist van Bree dat ze haar hele imperium aan hem overdraagt, anders stapt hij naar de politie (en de familie Solis) en zal hij hen vertellen dat Andrew Carlos' moeder Juanita heeft overreden. Patrick Logan wil dat Angie voor hem een nieuwe bom in elkaar steekt. Zij weigert mee te werken, maar wordt door hem verplicht. Net als ze aan de taak wil beginnen, belt Gabrielle aan. Gabrielle wil een recept voor lasagne hebben van Angie. Terwijl zij het recept zoekt, stelt Patrick zich voor als Angies broer. Wat later staat ineens Danny terug thuis, want Patrick heeft hem een sms gestuurd via Angies telefoon. Hij bindt Danny vast op een stoel en bedreigt Angie nu: als ze niet doorwerkt, zal hij Danny vermoorden. Maar dan gaat ineens weer de bel: Gabrielle wil dat Angie haar lasagne proeft. Angie neemt de lasagne mee naar de keuken, haalt er een stuk uit en steekt een briefje in de lasagne, waarop staat dat zij en Danny gegijzeld worden door Patrick. En eenmaal terug thuis, vindt Celia het briefje in de lasagne. De politie vindt het lijk van Irina, Prestons verloofde, langs de kant van de weg. Ze komen dit melden aan de familie Scavo, en die zijn allemaal geshockeerd over haar dood. De politie wil met Preston hierover spreken. Eddie hoort het hele gesprek met de politie en voelt dat de grond onder zijn voeten te warm wordt: hij vertelt aan Lynette dat hij terug naar huis keert totdat de hele situatie is opgeklaard. Lynette gaat dan met Preston naar het politiekantoor, waar Preston zijn alibi wordt nagetrokken. Hij wordt vrijgelaten en bij het verlaten van het politiebureau hoort Lynette dat er nog een lijk gevonden is. Het blijkt het lijk te zijn van Barbara Orlofsky, Eddies moeder. Ze spoedt zich dan naar het huis van Eddie om hem het tragische nieuws te melden, maar dan verraadt Eddie zich: hij zegt tegen haar dat hij zijn moeder nog net gesproken heeft aan de telefoon. Lynette heeft nu door dat Eddie de moordenaar van de buurt is, maar Eddie is niet van plan Lynette te laten gaan. |                                     |                                 |                 |                               |  |
| 6-23 (134) | I Guess This is Goodbye             | Alexandra Cunningham            | David Grossman  | 16 mei 2010                   |  |
| Denkend aan haar kinderen wordt Lynette nog steeds gegijzeld door Eddie. Hij wil als een dief in de nacht vertrekken, maar Lynette raadt hem aan om de politie te bellen en zichzelf aan te geven. Maar Eddie weigert dat. Op dat moment breekt Lynettes water en beginnen de weeën. Niet veel later ontdekt Tom dat Lynette bij Eddie thuis is. Hij gaat ernaartoe en klopt aan. Eddie houdt zijn hand voor haar mond zodat ze niet kan roepen en Tom gaat weer weg. Lynette verplicht Eddie om haar te helpen. Hij doet het mogelijke, maar ontdekt dat de navelstreng rond de keel van het kind zit. Lynette geeft hem de nodige instructies en hij redt het leven van haar baby. Op het moment dat hij wil vluchten raadt Lynette hem nogmaals aan om de politie te bellen, dan zou ze trots op hem zijn. Eddie blijft en zorgt voor de baby terwijl Lynette de politie belt. Mike en Susan doen een 'yard sale' om hun spullen van hun huis in de laan te verkopen, ze verhuizen naar een appartement achter een tankstation verder in de stad. Roy, de vriend van McClusky koopt de dinosaurus van MJ. Niet veel later blijkt dat hij zijn speelgoed terug wil, maar Roy wil het stuk speelgoed niet terug geven: verkocht is verkocht. Susan stort in en geeft Mike de schuld van alles: door hem moeten ze verhuizen. Mike weet haar te troosten. Bree geeft toe aan de chantage van Sam: ze geeft hem haar bedrijf, opdat Andrews geheim niet zou uitlekken. Orson vindt dit verschrikkelijk: Bree zal Andrew niet laten opdraaien voor zijn daden, maar hij moest zichzelf wel aangeven voor de aanrijding van Mike en 3 jaar in de gevangenis vertoeven. Hij vindt dit enorm hypocriet van zijn eigen vrouw en pakt zijn valiezen en vertrekt. Bree beseft hierdoor dat ze niet goed bezig is en gaat met Gaby praten en wil alles opbiechten. Danny zit nog steeds vastgebonden op een stoel in zijn kamer en beneden heeft Angie de bom gemaakt die Patrick wil. Gaby helpt Nick ontsnappen uit het ziekenhuis en samen zullen ze proberen om Angie en Danny te redden. Maar als ze op het punt staan om binnen te vallen in het huis van de Bolens, valt Nick flauw. Gaby moet het nu alleen doen, maar kan Susan in het complot betrekken. Terwijl ze via een rozenrek de kamer van Danny probeert te bereiken, houdt Susan Patrick bezig aan de voordeur. Maar die scheept haar al snel af en niet snel daarna vertrekken Angie en Patrick. Maar Patrick heeft de bom in het huis verstopt. Even verder stopt hij de wagen. Hij houdt de afstandsbediening van de bom vast en drukt erop. Angie heeft nu 30 seconden om haar zoon uit het huis te bevrijden en loopt zo snel ze kan. Midden de straat blijft ze echter staan en draait zich om. Met een lachend gezicht kijkt ze naar Patrick, waarna de wagen ontploft. Ze had het bommechanisme in de afstandsbediening gestopt en niet in de zogenaamde bom. Een dag later vertrekken de Bolens uit Wisteria Lane. Nick en Angie hebben voor Danny een ticket gekocht naar New York, dan kan hij bij Ana zijn. Zijzelf vertrekken naar andere oorden en nemen afscheid van elkaar. In het stedelijke ziekenhuis sterft een oude verpleegster. Voor ze sterft wil ze wel nog een bekentenis afleggen bij de pastoor en hij wil dat die op zijn beurt het hele ziekenhuispersoneel inlicht om haar fout recht te trekken. Vele jaren geleden heeft ze een koppel op Wisteria Lane bedrogen: een van de gezinnen heeft een kind dat niet van hen is. Terwijl Mike en Susan Wisteria Lane verlaten, komt de nieuwe bewoner van hun huis de oprit opgereden. Lee geeft hem een rondleiding in het huis en vertelt hem dat hij de nieuwe buurt geweldig zal vinden. Hij vertelt op zijn beurt aan Lee dat hij er al eens gewoond heeft en dat de bewoners in alle staten zullen zijn als ze hem weer zien: Paul Young keert terug naar Wisteria Lane. |                                     |                                 |                 |                               |  |